# Schuge
Die Schuge (von niedersorbisch tšuga, „Bach“) ist ein linker Zufluss der Berste in Brandenburg.

## Verlauf

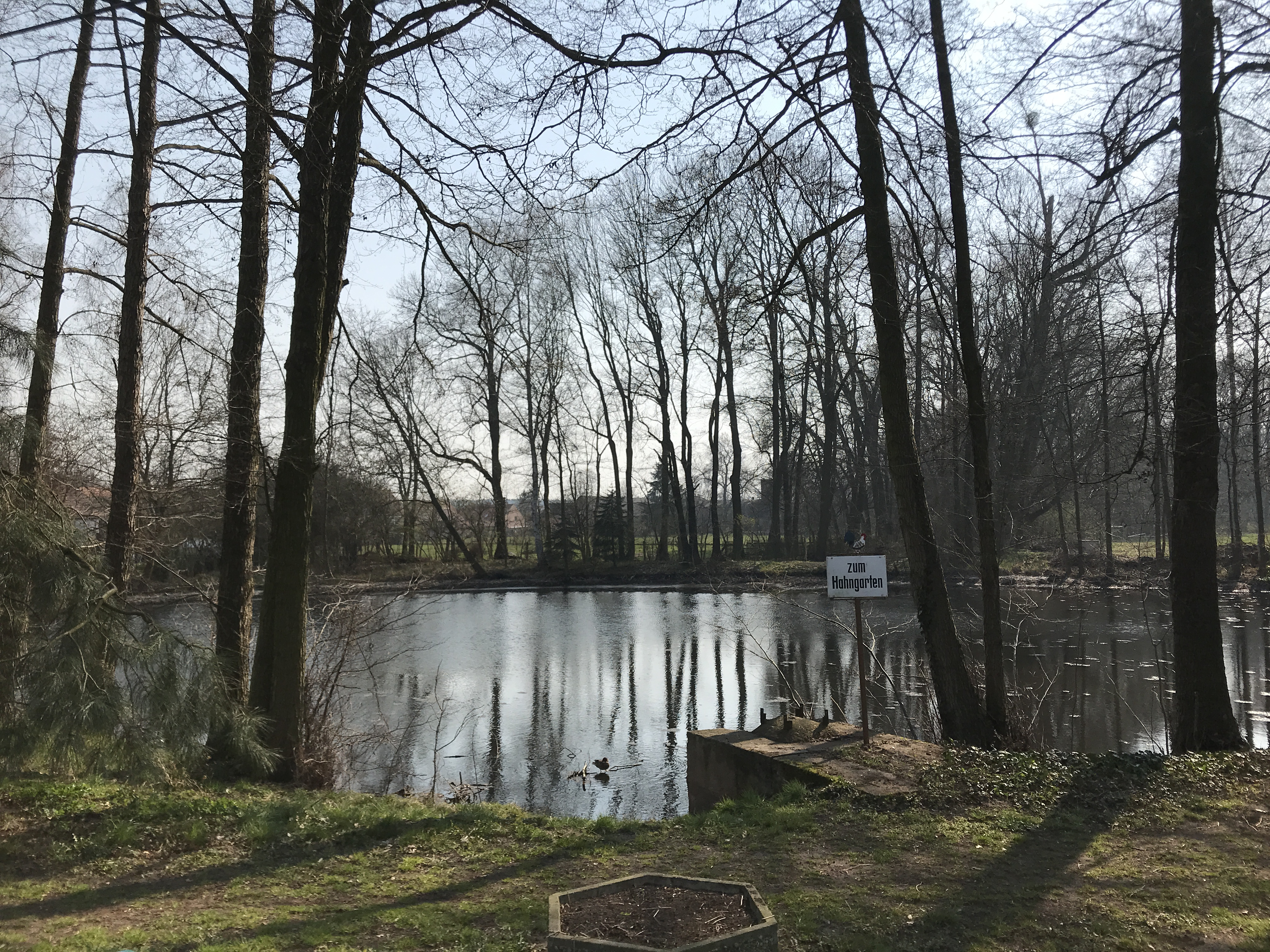
Schäferteich in Zieckau

Die Schuge entspringt im Naturschutzgebiet Schuge- und Mühlenfließquellgebiet, das auf der Gemarkung der Gemeinde Heideblick und der Stadt Luckau im Landkreis Dahme-Spreewald in Brandenburg liegt. Westlich ist der Ortsteil Pitschen-Pickel, der ebenfalls zur Gemeinde Heideblick gehört. Dort fließt in Nord-Süd-Richtung der Bahngraben Pitschen-Pickel am Quellgebiet vorbei.
Nach rund 800 Meter fließt von Süden das Paseriner Mühlenfließ zu. Die Schuge fließt von nun an in nordöstlicher Richtung südlich an Kümmritz vorbei und passiert nach rund 4,2 km den Ort Zieckau. Nord liegt südlich der Kreisstraße 6138 sowie westlich des Dorfs der Schäferteich, der mit der Schuge verbunden ist. Nach weiteren 1,5 km in nordöstlicher Richtung fließt südlich von Caule der Grenzgraben Caule-Zieckau von Westen kommend zu. Dahinter verläuft die Schuge vornehmlich in östlicher Richtung und quert nach rund 1,2 km die Bundesstraße 96, die ebenfalls in Nord-Süd-Richtung verläuft. Nach einem guten weiteren Kilometer fließt von Süden der Graben IV Rüdingsdorf zu. Der Fluss verläuft weiterhin in vornehmlich östlicher Richtung, unterquert bei Zauche den Schugeweg und mündet schließlich in die Berste.